# 2003 KO20
2003 KO20 est un objet transneptunien faisant partie des cubewanos. 

## Caractéristiques
2003 KO20 mesure environ 150 km de diamètre.